# Ваља Кучи (Арђеш)
Ваља Кучи (рум. Valea Cucii) насеље је у Румунији у округу Арђеш у општини Кука. Oпштина се налази на надморској висини од 487 m.

## Становништво
Према подацима из 2002. године у насељу је живело 118 становника, од којих су сви румунске националности.